# Bonin Cant
Bonin Cant (dertiende eeuw) was burgemeester van Brugge.

## Levensloop
Bonin Cant was beroepshalve wolhandelaar.
Hij was viermaal schepen en eenmaal burgemeester van de raadsleden.
Hij was burgemeester van de schepenen in 1279-1280 in volle opgang naar de opstand van de Moerlemaye.